# Milt Jackson
Pour les articles homonymes, voir Jackson.
Milt Jackson (né le 1er janvier 1923 à Détroit (Michigan) et mort le 9 octobre 1999 à Manhattan (New York)) est un vibraphoniste américain de jazz, et une des grandes figures du be bop, membre fondateur du Modern Jazz Quartet.

## Biographie
Milton « Milt » Jackson dit aussi « Bags » a forgé son style à l'écoute des boppers tout en restant proche de l'esprit du blues et des gospels. Il fut le premier vibraphoniste à jouer dans le style be bop.
Il est découvert par Dizzy Gillespie en 1946 qui lui offre une place dans son sextet. Milt acquiert rapidement une solide expérience en jouant avec les plus grandes figures du jazz de l'époque : John Coltrane, Woody Herman, Howard McGhee, Thelonious Monk, et Charlie Parker. Dans le Big band de Gillespie, il joue en quartet avec John Lewis, Percy Heath, et Kenny Clarke quand la section cuivre prend des pauses. Ce groupe deviendra le Modern Jazz Quartet (MJQ) qui suivra une belle et longue carrière indépendante de 20 ans jusqu'en 1974 (en attendant la reformation en 1981).
Milt joue pendant ce temps avec de nombreuses petites formations. Il enregistre notamment pour Norman Granz's Pablo Records sur « Jackson, Johnson, Brown & Company » (1983) ; avec Jackson, J.J. Johnson au trombone, Ray Brown à la basse, Tom Ranier (en) au piano, le guitariste John Collins, et le batteur Roy McCurdy.
Il est aussi invité par beaucoup d'artistes de jazz, blues et soul, par exemple B. B. King, Ray Charles, Miles Davis, etc. Sa composition Bags' Groove (« Bags », son surnom, vient des poches sous ses yeux quand il arrive en retard) est devenu un standard de jazz.

## Discographie
- 1954 : Miles Davis - Bags' Groove (Prestige)
- 1954 : Miles Davis - Miles Davis and the Modern Jazz Giants (Prestige)
- 1955 : Miles Davis - Miles Davis Quintet / Sextet and Milt Jackson (Prestige)
- 1957 : Ray Charles - Soul Meeting (en) (Atlantic)
- 1958 : Barney Wilen - Jazz sur Seine (Philips)

Lien vers la discographie complète de Milt Jackson : http://www.jazzdisco.org/milt-jackson/catalog/